# Cereus repandus
Cereus repandus  (L.) Mill. è una pianta appartenente alla famiglia delle Cactacee.

## Descrizione
Ha il fusto color verde scuro e con una grande concentrazione di spine. Può raggiungere delle dimensioni notevoli in terra, ma anche in vaso. Produce dei bei fiori bianchi o rossi, che si aprono di notte e si chiudono durante il giorno.

## Distribuzione e habitat
Questa specie è diffusa nelle Antille, in Colombia e in Venezuela

## Coltivazione
Cereus repandus ha bisogno di essere annaffiato più o meno abbondantemente da aprile a settembre, una volta ogni 5-6 giorni, ma durante l'inverno è meglio evitare di bagnarlo molto, ed è quindi consigliato di farlo solo di tanto in tanto, non più di una volta ogni mese.